# Ignatowo (Bułgaria)
Ignatowo (bułg. Игнатово) – wieś w Bułgarii, w obwodzie Montana, w gminie Wyłczedrym. Według danych szacunkowych Ujednoliconego Systemu Ewidencji Ludności oraz Usług Administracyjnych dla Ludności, 15 września 2023 roku miejscowość liczyła 188 mieszkańców.